# Katarzyna Mol-Wolf
Katarzyna „Kasia“ Mol-Wolf, zuvor Katarzyna Mol (* 21. Februar 1974 in Breslau) (geborene Knebloch, später Mol nach ihrer Mutter) ist eine deutsche Verlegerin und Autorin, geschäftsführende Gesellschafterin des Verlags Inspiring Network GmbH & Co KG sowie Aufsichtsrätin der FAZ.

## Werdegang
Im Alter von sieben Jahren floh Kasia Mol aus ihrer Heimatstadt Jelenia Góra in Polen mit ihrer Mutter, die Mitglied der polnischen Gewerkschaft Solidarność war, nach Deutschland. Sie wuchs in München auf, das erste Jahr in einer Asylunterkunft, während die Mutter darauf wartete, dass ihnen politisches Asyl gewährt wurde.
Das Studium der Rechtswissenschaft an der Ludwig-Maximilians Universität München und der Christian-Albrechts-Universität zu Kiel schloss sie 2000 mit einer Promotion ab.
Sie begann ihre Karriere 2003 beim Zeitschriftenverlag Gruner + Jahr, bei dem sie in verschiedenen Stationen für verschiedene Magazine (marie claire, P.M. Magazin, »emotion«) und Neuentwicklungen des Verlags verantwortlich war. 2005 wurde sie Verlagsleiterin.
Am 19. November 2009 übernahm sie das Frauenmagazin »emotion« in einem Management-Buy-Out von Gruner+Jahr und gründete ihren eigenen Verlag Inspiring Network GmbH & Co KG in Hamburg. Sie hatte dafür nur 15.000 Euro Eigenkapital – der Verkaufspreis lag allerdings bei einer Million Euro. Das Geld für den Buy-Out konnte sie schließlich durch Investorinnen und Investoren einsammeln.
Neben »emotion« erscheinen im Verlag die Magazine »emotion slow«, »emotion Working Women«, das Philosophiemagazin »Hohe Luft« und »Psychologie bringt dich weiter«. Zudem ist das Medienunternehmen als Vermarkter und Entwickler von weiteren Publikationen sowie als Content Marketing Agentur tätig.
Bevor sie den Posten im März 2019 an Christine Ellinghaus abgab, war sie Chefredakteurin des Magazins »emotion«. Heute ist Kasia Mol-Wolf Editorial Director und für die Weiterentwicklung der Marke verantwortlich.
Seit 2014 ist sie zudem Geschäftsführerin der Pocketstory GmbH, einer Online-Plattform, über die Printtexte aus deutschen Zeitschriften, Zeitungen und Büchern für Computer und mobile Endgeräte verkauft werden.
Neben ihrer Tätigkeit im Verlag ist Kasia Mol-Wolf seit 2015 FAZ-Aufsichtsratsmitglied. Mol-Wolf ist verheiratet und lebt mit ihrem Mann Jonas Wolf, einer Tochter (geb. 2012) und einem Sohn in Hamburg.

## Ehrenamt
Kasia Mol-Wolf ist Mitglied des Clubs europäischer Unternehmerinnen e.V., Rotary-Mitglied und engagiert sich als Jurymitglied für erfolgreiche Frauen im Mittelstand. Seit 2018 ist Mol-Wolf ebenfalls Jury-Mitglied des „Henkel Schwarzkopf Million Chances Award“, der gemeinnützige Projekte für Mädchen und Frauen auszeichnet.
Mit dem eigenen emotion.award zeichnet emotion seit 2010 Frauen in verschiedenen Kategorien aus, die erfolgreich ihren Weg gehen und andere Frauen ermutigen, ihre Träume zu verwirklichen.

## Auszeichnungen
2014 erhielt Kasia Mol-Wolf den „Victress“ Inspiration Award, der Frauen auszeichnet, die mit ihren Geschäftsideen, Visionen und ihrem sozialen Engagement Vorbilder sind.
Das Marketing-Fachmedium horizont wählte Kasia Mol-Wolf 2018 zur Medienfrau des Jahres.

## Veröffentlichungen
- mit Christine Koller: In mir steckt noch viel mehr, Random House, München 2011, ISBN 978-3-641-05512-7.
- Mit dem Herz in der Hand. Eine Geschichte über die Freiheit, das Glück meine Mutter und mich. Random House, München 2012, ISBN 978-3-641-07334-3.
- Du hast die Power! ─ Verwirkliche deinen Traum. Wie ich geschafft habe, was du auch schaffen kannst, Random House, 2019, ISBN 978-3-424-20179-6.